# Tropische Großohrfledermaus

Verbreitungsgebiet der Tropischen Großohrfledermaus

Die Tropische Großohrfledermaus (Histiotus velatus) ist ein in Südamerika östlich und südlich des Amazonasbeckens verbreitetes Fledertier in der Gattung der Großohrfledermäuse. Das Typusexemplar stammt aus der Umgebung von Curitiba im brasilianischen Bundesstaat Paraná. Bei den unter diesem Taxon beschriebenen Populationen könnte es sich um zwei Arten handeln.

## Merkmale
Anhand weniger Exemplare konnte eine Kopf-Rumpf-Länge von 60 bis 65 mm, eine Schwanzlänge von 39 bis 46 mm und ein Gewicht von 12 bis 14 g ermittelt werden. Die Art hat etwa 9 mm lange Hinterfüße und fast 23 mm lange Ohren. Es besteht eine kleine Lücke zwischen den Ohren an der Stirn. Die Haare der Oberseite haben einen längeren grauen Abschnitt and en Wurzeln und eine bleiche lohfarbene Spitze. Unterseits kommt helleres bis weißes Fell vor.

## Verbreitung und Lebensweise
Das Verbreitungsgebiet reicht vom Bundesstaat Ceará im nordöstlichen Brasilien nach Süden bis zum Bundesstaat Rio Grande do Sul, zur Provinz Misiones in Argentinien und zum östlichen Paraguay. Etwa ab Brasília verzweigt sich eine Population nach Westen über Bolivien bis zum zentralen Peru. Möglicherweise wird Uruguay erreicht. Die Tropische Großohrfledermaus lebt in Wäldern. In Gebirgen kommt die Art bis 2400 Meter Höhe vor.
Das Tier bildet unter Dächern von Gebäuden und in anderen Verstecken Kolonien mit 10 bis 30 Mitgliedern. Diese Gruppen enthalten allgemein mehr Männchen als Weibchen. Laut wenigen Untersuchungen findet die Paarung im September oder Oktober statt. Im Oktober gefundene Jungtiere wogen 4 bis 8 g.

## Gefährdung
Vermutlich wirken sich Waldrodungen negativ aus. Die IUCN listet die Tropische Großohrfledermaus mit unzureichende Datenlage (data deficient), da der taxonomische Status unklar ist.